# Пеонис (Удине)
Пеонис је насеље у Италији у округу Удине, региону Фурланија-Јулијска крајина.
Према процени из 2011. у насељу је живело 312 становника. Насеље се налази на надморској висини од 190 м.